# Polska Akademia Nauk – Stacja Naukowa w Rzymie
Polska Akademia Nauk – Stacja Naukowa w Rzymie (wł. Accademia Polacca delle Scienze – Biblioteca e Centro di Studi a Roma) – jednostka naukowa Polskiej Akademii Nauk (PAN) z siedzibą w Rzymie. Jest jedną z sześciu stacji naukowych PAN za granicą, obok placówek w Berlinie, Brukseli, Kijowie, Paryżu i Wiedniu.

## Profil
Stacja zajmuje się promocją polskiej nauki we Włoszech, upowszechnianiem wiedzy o relacjach polsko-włoskich i rozwijaniem współpracy między obydwoma krajami na gruncie badawczym. Organizuje konferencje naukowe i wydarzenia kulturalne oraz wydaje publikacje.

## Historia

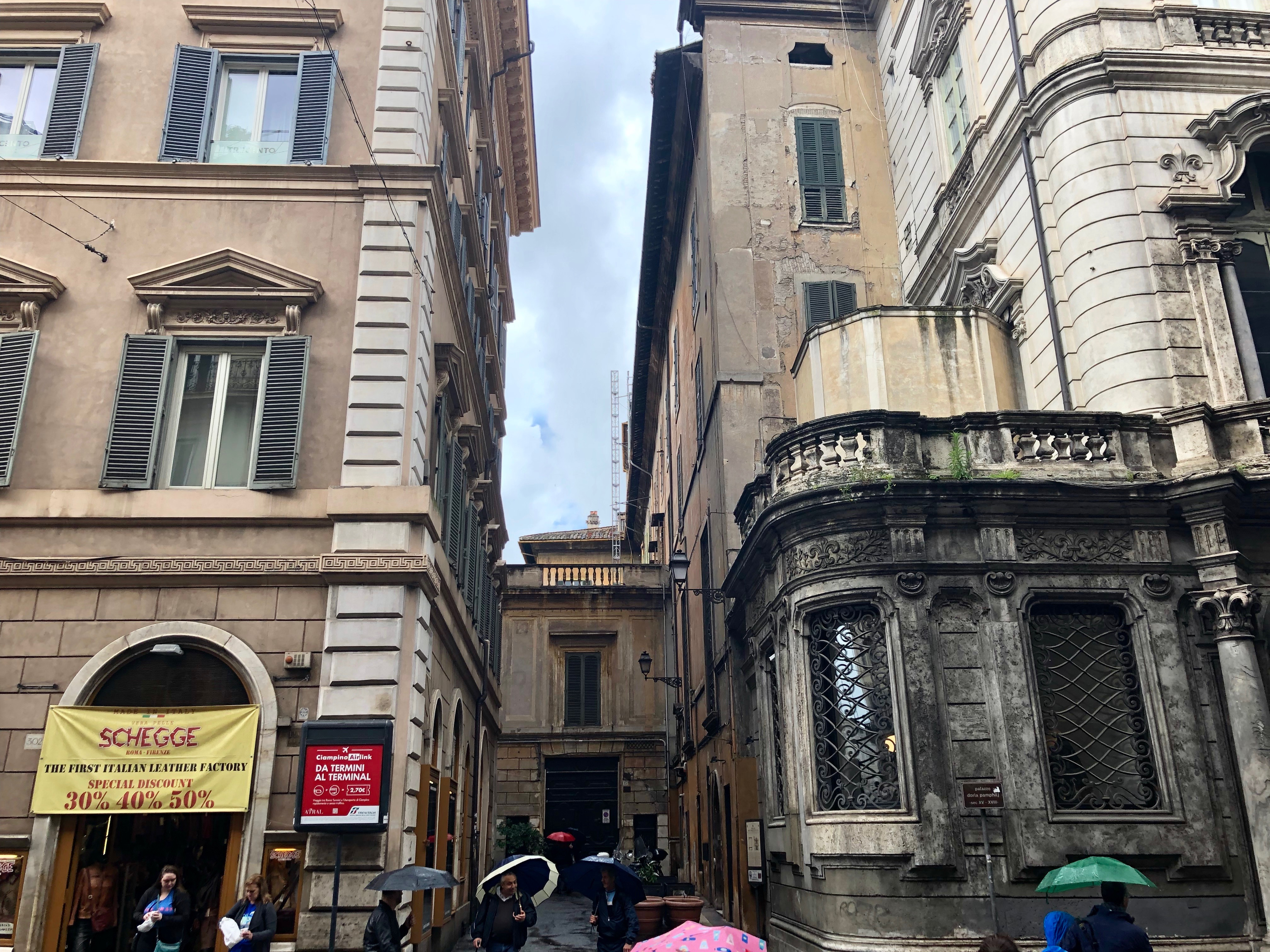
Siedziba Stacji Naukowej w Rzymie

Stacja jest następczynią rzymskiego ośrodka naukowego Polskiej Akademii Umiejętności (PAU), założonego w 1927. Rolą ośrodka było badanie źródeł historycznych do dziejów Polski i Polaków na Półwyspie Apenińskim. Tradycja tych badań sięga lat 80. XIX w., gdy papież Leon XIII udostępnił zagranicznym naukowcom Tajne Archiwa Watykanu, zawierające m.in. nieznane wcześniej historyczne informacje o europejskich narodach. Aktywność placówki uległa przerwaniu w trakcie II wojny światowej. W 1952, po likwidacji PAU, zadania i majątek stacji przeszły pod nadzór PAN. W kolejnych latach Stacja nawiązała współpracę z ważnymi włoskimi uczelniami i instytutami naukowymi, w tym Consiglio Nazionale delle Ricerche i Accademia Nazionale dei Lincei. W 1962 Stacja została członkiem Unione Internazionale degli Istituti di Archeologia, Storia e Storia dell’Arte.

## Publikacje
Od 1956 Stacja publikuje serię wydawniczą Conferenze, której poszczególne tomy gromadzą referaty z wystąpień na konferencjach naukowych organizowanych lub współorganizowanych przez placówkę.

## Biblioteka
Od 1927 Stacja prowadzi bibliotekę, liczącą obecnie ok. 36.000 woluminów i wyspecjalizowaną w gromadzeniu publikacji o związkach Włoch i Polski, historii Polski w kontekście europejskim, historii polskiej nauki i dziedzictwa kulturalnego.